# Hôtel Lutetia en 1945

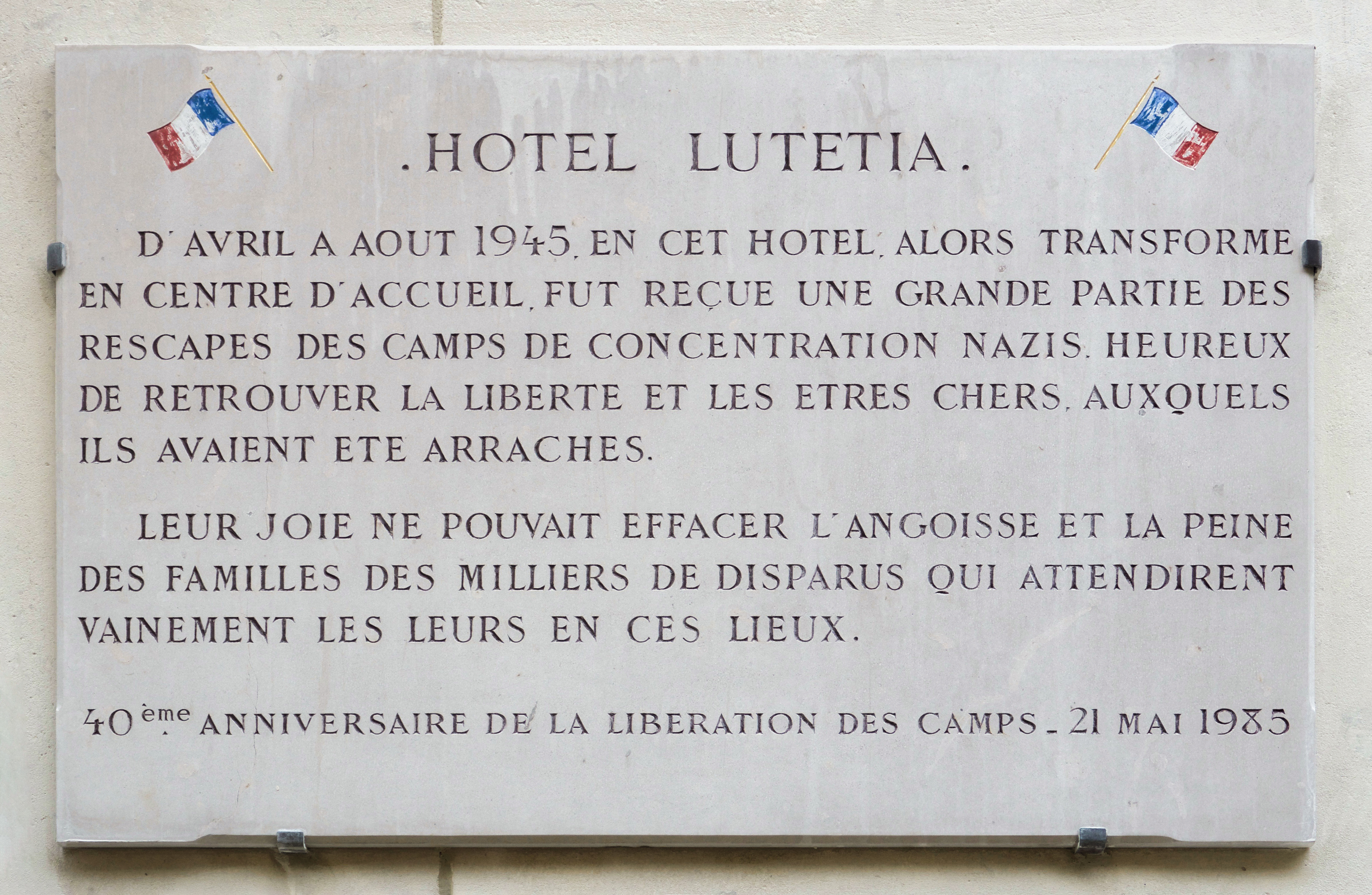
Plaque commémorative rendant hommage aux déportés accueillis à l'hôtel en 1945.

À Paris, l'hôtel Lutetia en 1945 est transformé d'avril à août en centre d'accueil pour une grande partie des rescapés des camps de concentration nazis. Dix-huit mille rapatriés sont conduits à cet endroit.

## Histoire
En avril 1945, l'hôtel Lutetia, de Paris est transformé  en centre d'accueil pour une grande partie des rescapés des camps de concentration nazis,,,,,,,,,,,,,,,,,,,,.
Le 19 avril 1945,  André Weil, Maxime Blocq-Mascart et Marie-Hélène Lefaucheux, anciens résistants membres du COSOR (Comité des œuvres sociales des organisations de la Résistance), sont reçus par le général de Gaulle. Ce dernier décide lors de cette rencontre de réquisitionner l'hôtel Lutetia dont les 7 étages et les 350 chambres peuvent accueillir, dès le 26 avril 1945, des arrivées de déportés qui surviennent à toute heure du jour et de la nuit.
Des volontaires sont engagés : médecins, assistantes sociales, cuisinières, scouts (dont le jeune Michel Rocard,,) et militaires, 24h/24 et cela, pendant cinq mois. 
« Parfois, il arrivait au Lutetia trois ou quatre autobus en même temps. Il fallait faire le maximum pour éviter l’attente, raconte André Weil. Je rentrais chez moi à 4 heures du matin et, avec une brosse, je faisais tomber les poux dans ma salle de bain. Les premiers déportés rentrés au début étaient très contagieux et au début, nous avons eu deux morts parmi le personnel, une femme de chambre et un scout qui tenait le vestiaire. Nous n’étions pas vaccinés. Personne ne nous avait prévenus ».

### Choix du Lutetia
Comme le note Pierre Assouline, De Gaulle, d'origine provinciale, descendait au Lutetia quand il venait à Paris. Il voulait aussi éviter le grand luxe, qui aurait été insultant, pour ceux qui avaient connu la misère des camps.

### Recherche de survivants
Les rescapés cherchent à contacter leurs familles. De même ceux qui espèrent trouver des survivants viennent au Lutetia pour consulter les listes affichées dans la Grand Hall. Ainsi 
Juliette Gréco retrouve sa mère, Juliette, et sa sœur aînée, Charlotte, rescapées de Ravensbrück,.

### Témoignage
Léa Marcou cite le témoignage d'Odette Abadi, dans son livre Terre de détresse :
« Devant la gare, des autobus nous attendaient, les mêmes que ceux qui nous avaient conduits de Drancy à Bobigny pour partir à Birkenau ! ».
« Des scouts nous entourent, venus pour aider des éclopés à monter dans les voitures... on traverse Paris : est-ce un rêve ? On arrive à l'hôtel Lutétia, Centre d'Accueil et contrôle des déportés ».
« La vaste entrée de la résidence est obstruée par une masse de femmes qui brandissent des photos, hurlent des noms... Il faut foncer dans le tas pour pouvoir entrer ».
« À l'intérieur de l'hôtel, c'est encore le brouhaha et le piétinement de la foule – mais on nous dirige vers des chambres – dortoirs où nous pouvons nous reposer... Et voilà que nous retrouvons des camarades du camp ou du voyage : rien ne pouvait être plus réconfortant... ».
« Dans le hall de l'hôtel règne une activité fébrile : des Comités d'Accueil, appartenant à diverses organisations (mouvements de résistants, Croix-Rouge, Quakers, Armée du Salut, scouts – parmi lesquels, bien entendu, les Éclaireurs Israélites) orientent et conseillent, au milieu des infirmières, des médecins, des militaires , des bénévoles qui se pressent vers de nouvelles tâches : "Parfois, il arrivait au Lutétia 4 ou 5 autobus en même temps" note André Weil, chargé d'organiser l'accueil. Malgré tous les efforts, l'attente est parfois longue, pour les survivants épuisés, le temps d'accomplir les formalités. Il leur faut passer devant un Bureau Militaire, répondre à un interrogatoire : "Chacun doit prouver qu'il est vraiment un déporté" note Odette Abadi – certains le prennent très mal. Il s'agit de dépister les anciens collaborateurs qui se sont glissés parmi les rescapés des camps, pour tenter de "blanchir" leur passé ».
« Puis c'est la visite médicale, qui débouche, pour les plus mal en point, sur une hospitalisation immédiate. Et il faut encore passer à l'épouillage et à la désinfection du DDT - dont l'odeur imprègne le luxueux hôtel ».
« Ceux qui ont encore un foyer, ou du moins un endroit où aller, peuvent alors partir, après qu'on leur eut servi un repas. On les munit d'un papier permettant de prendre gratuitement le métro ou le bus et, au besoin, on les fait accompagner d'un scout. (Les déportés, souvent habillés de leur tenue rayée, ont également droit à un vêtement ou à un bon leur permettant d'en acquérir un gratuitement, ainsi qu'une carte de rapatrié) ».
« Les autres vont séjourner à l'hôtel, plus ou moins brièvement, le temps de prendre un peu de repos ou de trouver un lieu d'accueil ».
« À chaque étage, il y a une infirmière et un médecin, afin de pouvoir intervenir en urgence, y compris la nuit. Les chambres sont bien chauffées, même par un temps doux – les survivants décharnés ont toujours froid. Certains, rapporte un journal de l'époque, dorment par terre, sur le tapis, « car les lits trop doux, on y dort trop mal quand on revient des bagnes nazis ».
« En fait, comme dans la première période, on compte certains jours jusqu'à 2 000 entrées, les 350 chambres du Lutétia ne suffisent pas toujours, et quatre hôtels du voisinage sont réquisitionnés pour les compléter ».
« Cette foule – ceux qui sont hébergés au Lutétia comme ceux qui n'y passent que quelques heures – il faut la nourrir, et avec des repas que les corps affaiblis pouvaient supporter :
Il y a des jours où l'on sert 5 000 repas, et où la femme qui dirige les cuisines travaille 18 heures d'affilée... ».
« À travers le Lutétia, la France, à commencer par les journalistes qui y affluent, découvre l'horreur des camps, de ce que recouvrait le terme "Nuit et Brouillard" sous lequel on englobe encore sans distinction les déportés « politiques" et "raciaux". La vue des rescapés est un choc, ça dépasse tout ce qu'on peut imaginer : "... Le cortège des revenants – revenant, jamais ce mot n'a rendu un son aussi plein, aussi vrai" écrit François-Jean Armorin dans son journal Concorde du 30 mai 1945 ».
« Dans le hall du Lutétia, boulevard Raspail, il suffit d'écouter pour recueillir les choses les plus extraordinaires, les plus horribles... Dante est venu trop tard, sinon il aurait été correspondant de guerre... Leur regard ne me quitte plus... Un autre reporter désigne le Lutétia comme l'hôtel des morts-vivants ».
« Dans le long couloir menant de l'entrée au restaurant, des panneaux (en fait des panneaux électoraux subtilisés boulevard Raspail) sont recouverts de longues listes de noms, de photos de disparus que quelqu'un recherche. Des listes où les journalistes effarés peuvent voir un même nom se succéder huit, dix fois, accompagné de prénoms différents, révélant que dans une même famille, frères et sœurs, parents et enfants ont été voués à l'extermination. Sous la photo d'un groupe souriant, on lit parfois quelques mots, poignants : "Qui a vu ce couple avec ses quatre enfants, arrêtés à Paris en juillet 1942 ?". Sur les photos qu'on leur tend, les déportés assaillis de questions cachent de la main les cheveux (dans les camps, on avait le crâne rasé), cherchent à reconnaître un visage... et s'ils l'ont vu, doivent trop souvent annoncer une horrible nouvelle ».
« Au fil des mois, les arrivées se font plus rares ».
« À l'automne 1945, le Lutetia, réquisition levée, va être rendu à ses propriétaires. On a commencé à comprendre que ceux qui ne sont pas rentrés ne reviendront plus. Malgré tout, certains, en particulier d'anciens enfants cachés, conserveront un espoir, et ne l'abandonneront qu'en voyant le nom du disparu dans le Mémorial de la déportation des Juifs de France publié en 1978 par Serge et Beate Klarsfeld ».

### Fonctionnement du Centre
Le centre est dirigé par trois femmes : Marcelle Bidault dite Elizabeth ou Agnès Bidault,, résistante, et sœur de Georges Bidault, Denise Mantoux, du service social du Mouvement de libération nationale et Sabine Zlatin, fondatrice de la colonie des enfants d'Izieu pendant la Seconde Guerre mondiale,,,,,.

## Exposition
En 2015, une exposition itinérante est organisée : « Lutetia 1945 - Le retour des déportés ».